# Futbol a Burundi
El futbol és l'esport més popular a Burundi. És dirigit per la Federació de Futbol de Burundi.

## Competicions

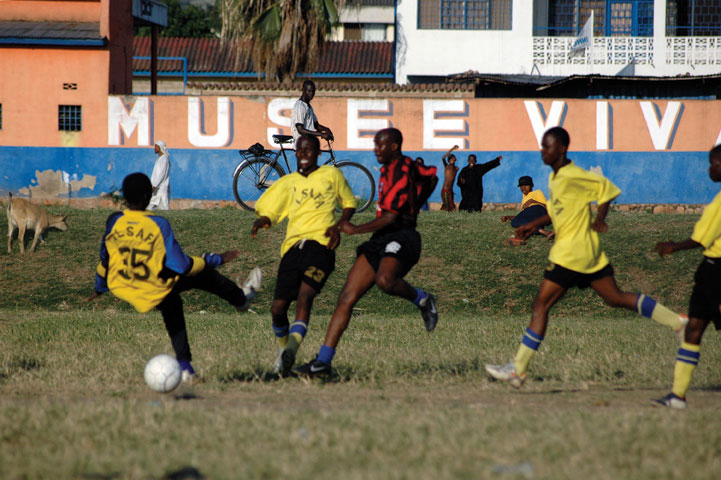
Futbol a Burundi.

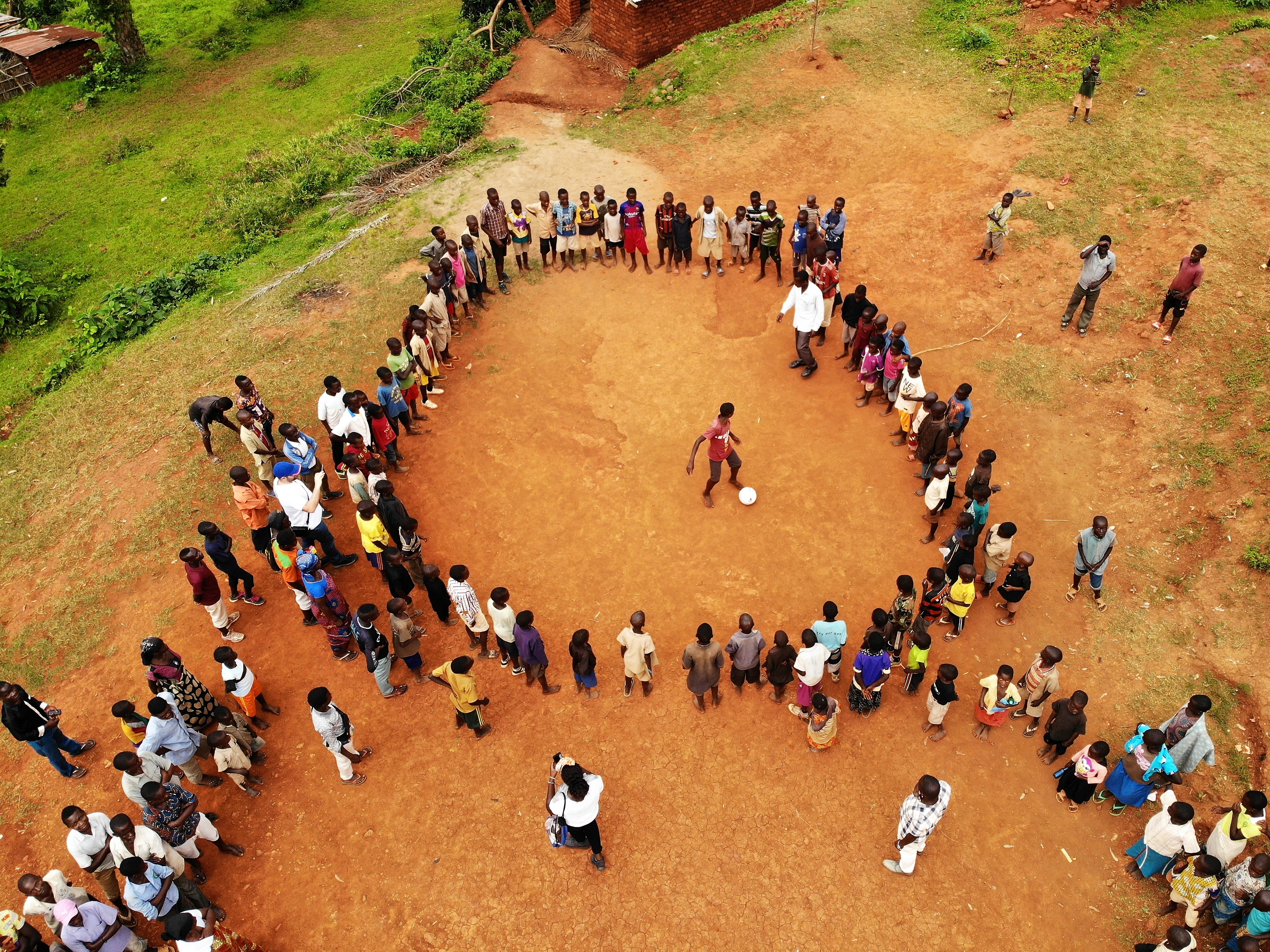
Futbol a Burundi.

- Lligues:
  - Primus Ligue
  - Ligue B Bujumbura
  - Ligue B Intérieur

- Copes:
  - Copa burundesa de futbol
  - Supercopa burundesa de futbol

## Principals clubs
Clubs amb més títols nacionals a 2019.
- Vital'O Football Club
- Inter FC Bujumbura
- Maniema Fantastique FC
- Associacion Sportif Inter Star
- Lydia Ludic Burundi Académic FC
- Prince Louis FC
- Muzinga FC
- Athlético Olympic FC
- Aigle Noir Makamba FC
- Le Messager FC de Ngozi
- Stella Matutina FC
- Flambeau de l'Est FC

## Principals estadis
| # | Estadi                        | Capacitat | Ciutat    |
| - | ----------------------------- | --------- | --------- |
| 1 | Estadi Prince Louis Rwagasore | 10.000    | Bujumbura |